# Kyrkstad, Lojo
Kyrkstad är en stadsdel i Lojo stad i Finland. Stadsdelen ligger nordväst om Virkby och söder om Jönsböle. Hyvinge–Karis-banan utgör gränsen mellan stadsdelarna Kyrkstad och Jönsböle. Kyrkstad har fått sitt namn från Kyrkstad gård som ligger i stadsdelen.

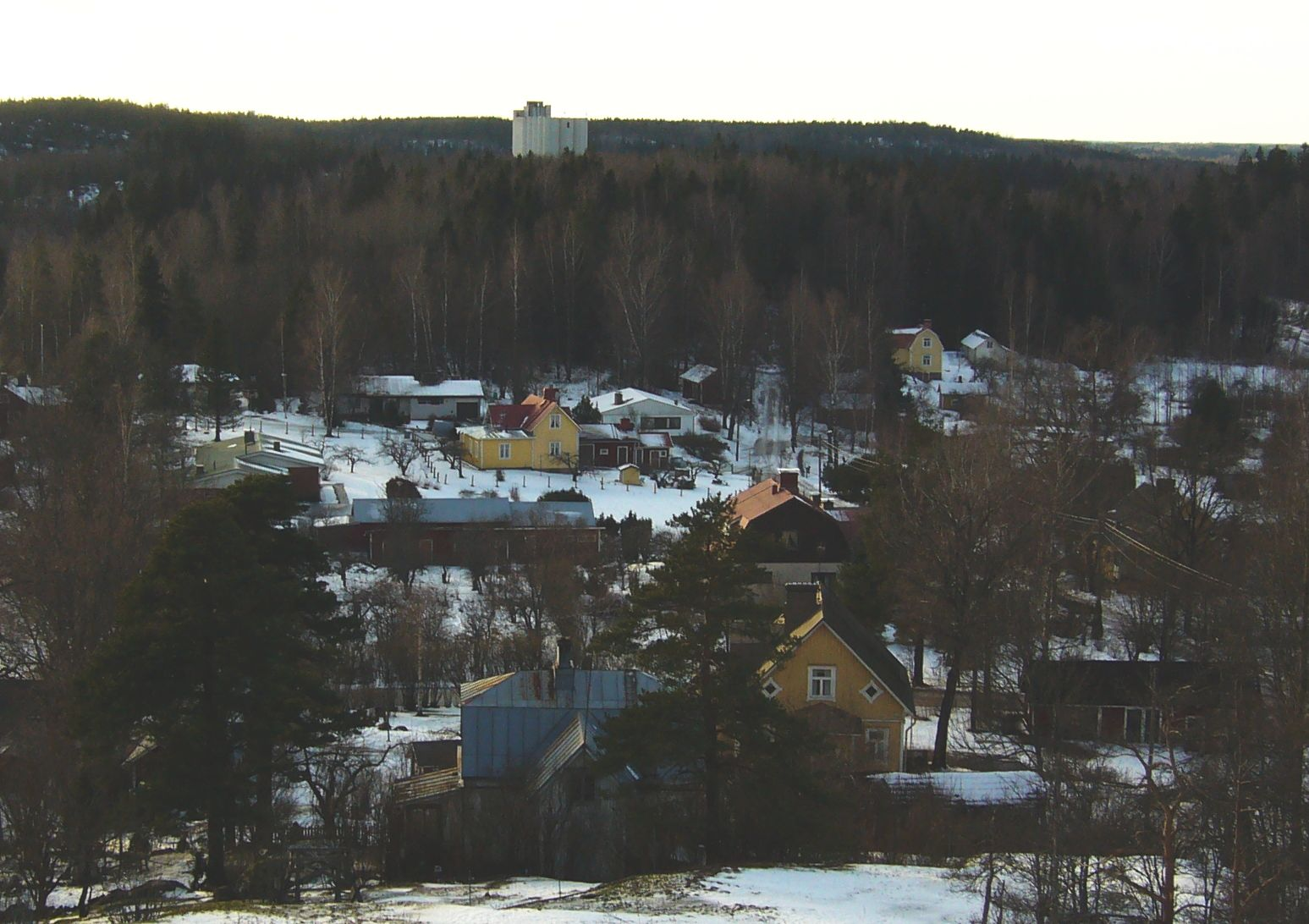
Kyrkstad sett från Kukkuberget.

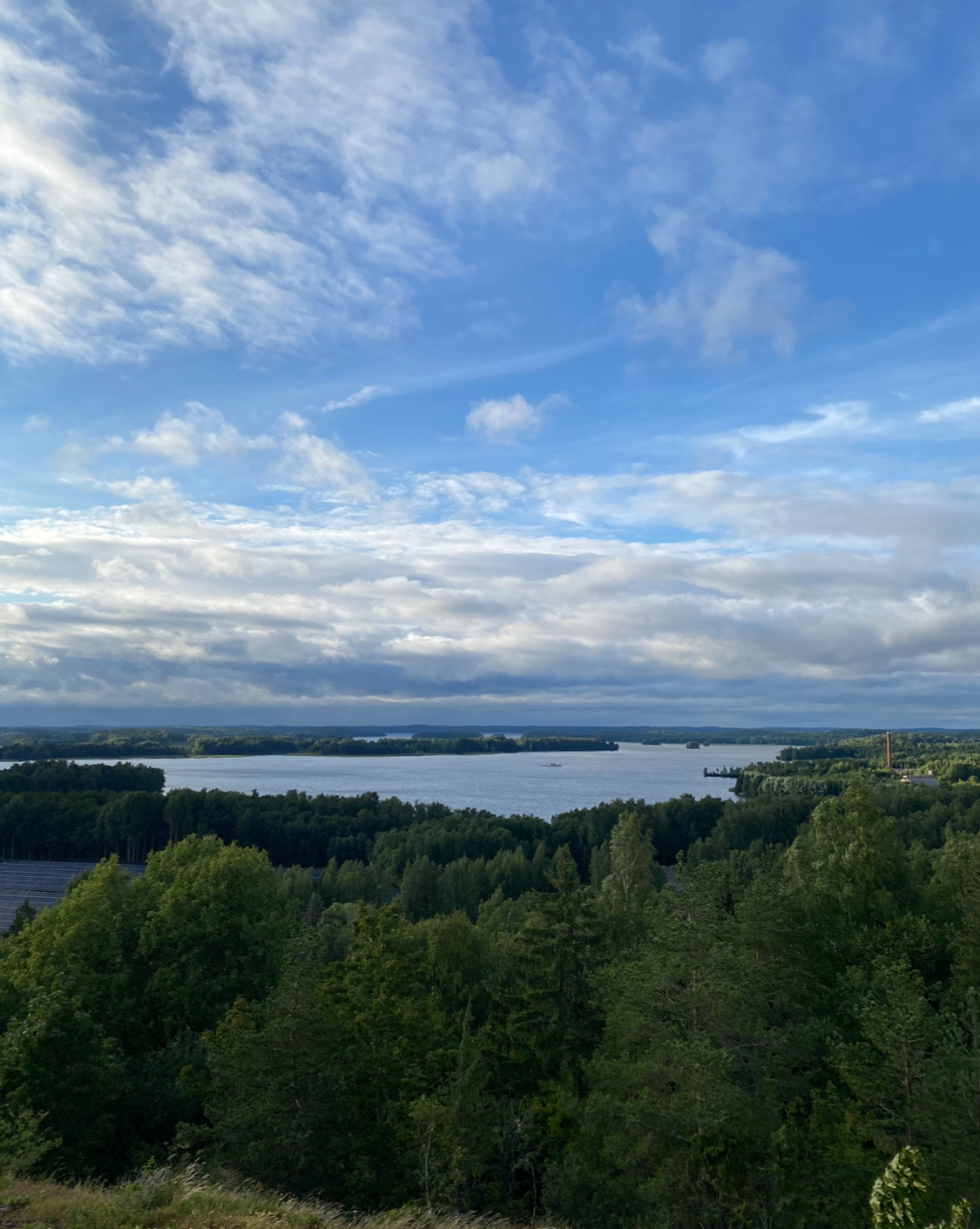
Vyn från Kuckuberget.

I Kyrkstad finns en hög kulle som kallas Kukkuberget. Den gamla Kungsvägen från Åbo till Viborg går via Kukkuberget. Nuförtiden finns det många egnahemshus i området men förr var Kukkuberget ett bostadsområde för svenskspråkiga arbetare.
Under krigsåren på 1940-talet fanns det ett luftvärnsbatteri på Kukkuberget.